# TVG-10
La TVG-10 è una console per videogiochi di origine polacca, prodotta da parte di Mera-Elwro a cavallo tra gli anni '70 e '80 del ventesimo secolo. Nel 1983, la produzione del TVG-10 è stata trasferita alla società privata Ameprod. È stata l'unica console prodotta in Polonia.
La console, che permette di giocare a giochi simil-Pong, è dotata di due paddle e sei giochi. I giochi possono essere adattati all'abilità del giocatore (velocità di movimento della palla, dimensione della palla, ecc.) Inoltre, è possibile giocare a due giochi che prevedono l'utilizzo di una pistola ottica. La console è basata sul chip AY-3-8500 della General Instrument.
Elenco dei giochi incorporati nel TVG-10:
1. tennis
2. hockey
3. squash
4. pelota
5. colpire un bersaglio mobile
6. gioco con pistola ottica